# Athelia alutacea
Athelia alutacea ist eine Ständerpilzart aus der Familie der Gewebehautverwandten (Atheliaceae). Sie bildet resupinate, weiße und schimmelteppichartige Fruchtkörper auf Nadelbäumen aus. Die bekannte Verbreitung der Art beschränkt sich auf die Vereinigten Staaten, sie gilt als selten.

## Merkmale

### Makroskopische Merkmale
Athelia alutacea bildet wie alle Arten aus der Gattung der Gewebehäute (Athelia) hell cremefarbene, dünne Fruchtkörper mit glattem Hymenium und unscheinbarem bis faserigem Ränder aus. Sie sind resupinat, das heißt direkt auf dem Substrat anliegend, und lassen sich leicht von diesem ablösen.

### Mikroskopische Merkmale
Athelia alutacea besitzt eine für Gewebehäute typische monomitisch Hyphenstruktur, das heißt, sie weist lediglich generative Hyphen auf, die dem Wachstum des Fruchtkörpers dienen. Die Hyphen sind hyalin und dünnwandig bis leicht dickwandig. Sie besitzen basal häufig Schnallen, während sie im Hymenium und Subhymenium einfach septiert sind, und sind 3,5–4,5 µm breit sowie rechtwinklig verzweigt. Die Art verfügt nicht über Zystiden. Ihre Basidien sind zylindrisch bis annähernd keulenförmig, 18–24 × 6–7 µm groß und wachsen büschelig. An der Basis sind sie einfach septiert, sie besitzen vier, selten zwei Sterigmata. Die Sporen des Pilzes sind zylindrisch und an der Basis spitz geformt, 9–11,5 × 3,5–4,8 µm groß, glatt und dünnwandig sowie hyalin.

## Verbreitung
Die bekannte Verbreitung von Athelia alutacea umfasst lediglich die Typlokalität der Art im US-amerikanischen Bundesstaat New Jersey.

## Ökologie
Athelia alutacea ist ein Saprobiont, der Nadelbäume befällt. Sie wurde auf dem Holz und der Rinde einer nicht näher bestimmten Nadelholzart gefunden.